# كهربية حرارية للمواد

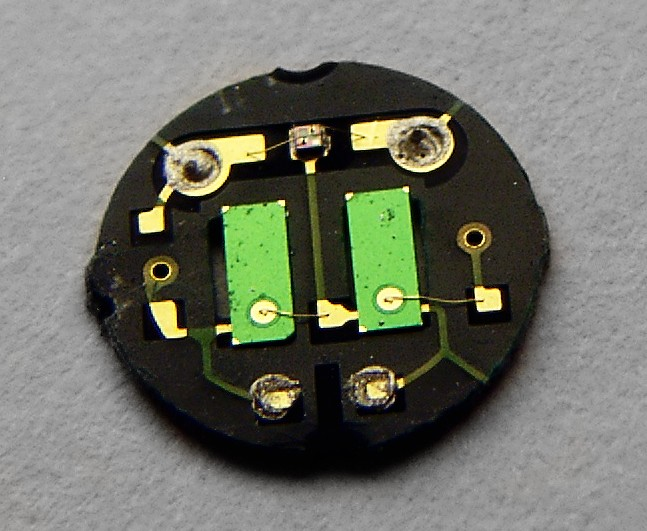
حساس للكهربية الحرارية للمواد

الكهربية الحرارية للمواد هي قدرة بعض المواد علي توليد جهد مؤقت عندما يتم تسخينها أو تبريدها.
لأن التغيير في درجه الحرارة يعمل على تعديل أماكن بعض الذرات قليلًا في التركيب البلوري، وعندما يحدث هذا التعديل، فإنه يثير الجهد في بلورة المادة.
وإذا أصبحت درجة الحرارة ثابتة عند القيمة الجديدة، فإن الجهد الكهربي سوف يختفي تدريجيًا بسبب تسرب التيار (يمكن أن يكون تسرب بسبب تحرك الإلكترونات، أو انتقال الأيونات عبر الهواء).

## تفسيرها
يمكن اعتبارها كضلع من أضلاع المثلث  في حين يمثل كل ركن آخر حالة الطاقة في البلورة، كالطاقة الحركية والكهربية والحرارية، والركن بين الطاقة الحرارية والكهربية يمثل تأثير هذه الظاهرة ولا ينتج طاقة حركية.
أما الركن بين الطاقة الحركية والكهربية فإنه يمثل تأثير الكهرضغطية ولا ينتج عنه طاقة حرارية.
ولقد تم اكتشاف هذا التأثير أولًا في المعادن مثل التورمالين، ويوجد أيضًا في كل من العظام والآوتار.

## تاريخيًا
أول إشارة إلى التأثير الكهروحراري للمواد كان في كتابات ثيوفراستوس في عام 314 ق.م.

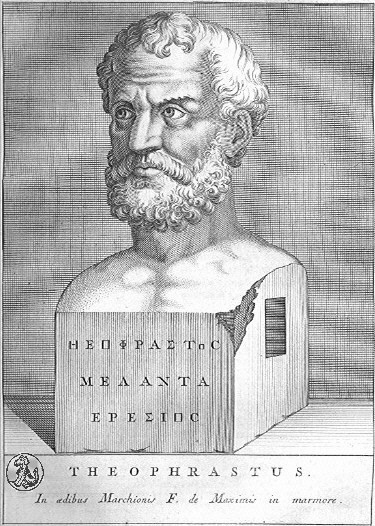
مجسم منحوت لثيوفراستوتس في روما

وقد قام يوهان جورج شميدت باكتشاف خصائص التورمالين في 1707، الذي أشار إلى أن الحجر جذب الرماد الساخن فقط، وليس البارد.
وفي عام 1717 لاحظ لويس ليميري، كما لاحظ شميت، أن قصاصات صغيرة من المواد غير الموصلة تم جذبها بواسطه التورمالين.
وفي عام 1747 في لينيوس كان أول ارتباط لهذه الظاهرة بالكهرباء.

## الكهربية الحرارية للمواد والإستقطاب
يمكن تقسييم كل أشكال البلورات إلي 32 صنفًا، وفقًا لعدد محاور الدوران لها والأسطح المنعكسة.
من أنواع البلورات الكهرضغطية:
1, 2, m, 222, mm2, 4, -4, 422, 4mm, -42m, 3, 32, 3m, 6, -6, 622, 6mm, -62m, 23, -43m
أنواع البلورات الكهروحرارية:
1, 2, m, mm2, 3, 3m, 4, 4mm, 6, 6mm

## التطورات الحالية
تم إحراز تقدم في صناعه مواد كهروحرارية، عادة في شكل طبقات رقيقة، مثل (GaN) و (CsNO3) و (LiTaO3) والتي يتم إستخدامها لخلق ندماج نووي على نطاق صغير (الانصهار الكهربي الحراري ).

## التفسير الرياضي
ويمكن وصف معامل الكهربي الحراري مع تغير متجه الإستقطاب ودرجة الحرارة من المعادلة:
{\displaystyle p_{i}={\frac {\partial P_{S,i}}{\partial T}}}
حيث pi (Cm−2K−1) هو متجه الكهرباء الحرارية.

## توليد الطاقة
هذه المواد يمكن تسخينها وتبريدها بإستمرار لتوليد طاقة كهربائية صالحة للإستعمال.
إحدي المجموعات استطاعت التوصل إلي أن هذه المواد في دورة إريكسون قد تصل إلى 50٪ من كفاءة دورة كارنو.